# 拉热内图兹 (滨海夏朗德省)
拉热内图兹（法語：La Genétouze，法語發音：[la ʒənetuz]）是法国滨海夏朗德省的一个市镇，位于该省东南部，和夏朗德省接壤，属于容扎克区。

## 地理
拉热内图兹（45°13'10"N, 0°1'39"W）面积37.03 平方千米，位于法国新阿基坦大区滨海夏朗德省，该省份为法国西部滨海省份，北起旺代省，西临大西洋，南至吉倫特省，东南接多爾多涅省，东北接德塞夫勒省接壤，东临夏朗德省。
与拉热内图兹接壤的市镇（或旧市镇、城区）包括：梅迪亚克、里乌马尔坦、索维尼亚克、伊维耶、博斯康南、勒富尤、圣艾居兰。

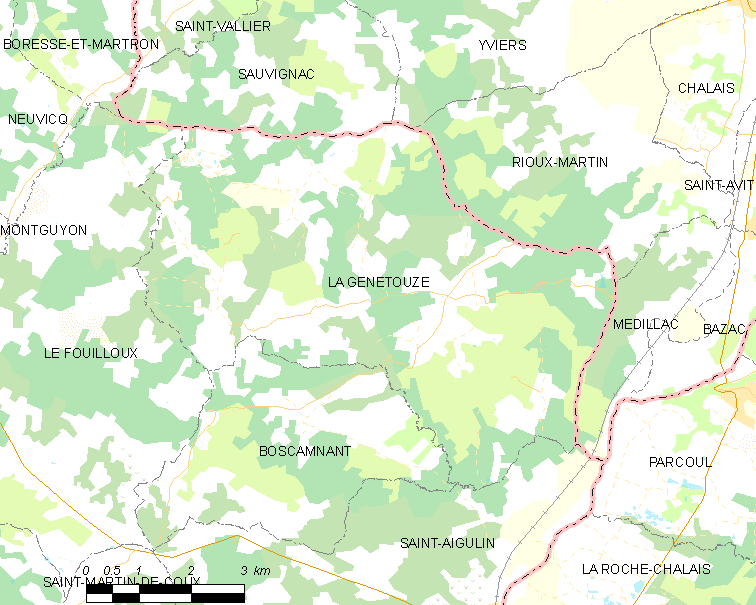
的OSM定位图

拉热内图兹的时区为UTC+01:00、UTC+02:00（夏令时）。

## 行政
拉热内图兹的邮政编码为17360，INSEE市镇编码为17173。

## 政治
拉热内图兹所属的省级选区为三山县。

## 人口

1962-2008年间人口变化图示

拉热内图兹于2022年1月1日时的人口数量为220人。